# 英俊社
英俊社（えいしゅんしゃ）は、大阪市西区に本社を置く日本の出版社。

## 概要
中学入試・高校入試用の学校別入学試験過去問題集、いわゆる「赤本」を発行している。
主に近畿圏に加え、広島県・愛知県の、私立・公立・国立の中学校と高等学校と高専の過去問を出版。2010年には静岡県版も発行を始めた。
公式サイトから、過去問のデータをダウンロードで購入することも可能。